# Apache Shindig
A Apache Shindig egy keretrendszer a webalkalmazások készítéséhez. Valójában egy nyílt forráskódú projekt, amely, indulásakor célul tűzte ki maga elé 2007 decemberében, hogy referencia implementációt nyújt az OpenSocial sztenderdnek. A szoftver mind szerver-oldali, mind kliens-oldali kódot tartalmaz. Amint éretté válik a projekt, a termék egy installációja képes lesz renderelni az OpenSocial gadget-eket egy webes böngészőben.

## Funkciók
A Shindig első kód változatában közleményként elsődlegesen a következő négy funkcionalitást emelték ki, mint elérendő célokat:
- Gadget JavaScript konténer -- a fő JavaScript alap az általános gadget funkcionalitáshoz. Ez a JavaScript kezeli biztonsági védelmet, kommunikációt, az UI megjelenítést és az olyan funkció bővítéseket, mint pl. az OpenSocial API-t.
- Gadget szerver -- a gmodules.com nyílt forráskódú verziója, amely arra használható, hogy renderelje a gadget XML-t JavaScript-té és HTML-é valamint elérhetővé teszi a JavaScript konténer számára.
- OpenSocial JavaScript konténer -- JavaScript környezet, amely a Gadget JavaScript konténer tetején található és OpenSocial specifikus funkcionalitást nyújt (profilok, barátok, aktivitások).
- OpenSocial átjáró szerver -- an open source implementation of the server interface to container-specific information, including the OpenSocial REST APIs, with clear extension points so others can connect it to their own backends.It helps truly for open social sources

## Lásd még
- OpenSocial
- Web widget

## Külső hivatkozások
- OpenSocial Foundation honlapja

## Fordítás
Ez a szócikk részben vagy egészben  az   Apache Shindig című angol Wikipédia-szócikk ezen változatának fordításán alapul.  Az eredeti cikk szerkesztőit annak laptörténete sorolja fel. Ez a jelzés csupán a megfogalmazás eredetét és a szerzői jogokat jelzi, nem szolgál a cikkben szereplő információk forrásmegjelöléseként.